# Бретнијер (Шосен)
Бретнијер (фр. Bretenières) насеље је и општина у источној Француској у региону Франш-Конте, у департману Јура која припада префектури Доле.
По подацима из 2011. године у општини је живело 38 становника, а густина насељености је износила 9,25 становника/km². Општина се простире на површини од 4,11 km². Налази се на средњој надморској висини од 225 метара (максималној 245 m, а минималној 213 m).

## Демографија
| 1962. | 1968. | 1975. | 1982. | 1990. | 1999. | 2011. |
| ----- | ----- | ----- | ----- | ----- | ----- | ----- |
| 46    | 50    | 34    | 27    | 28    | 30    | 38    |

График промене броја становника у току последњих година